# Zeacumantus
Zeacumantus är ett släkte av snäckor. Zeacumantus ingår i familjen Batillariidae.
Kladogram enligt Catalogue of Life:
| Zeacumantus | \| \| Zeacumantus lutulentus \| \| \| \| \| \| Zeacumantus subcarinatus \| \| \| \| |
|             | \| \| Zeacumantus lutulentus \| \| \| \| \| \| Zeacumantus subcarinatus \| \| \| \| |
|             | Batillaria                                                                          |
|             |                                                                                     |
|             | Zeacumantus lutulentus                                                              |
|             |                                                                                     |
|             | Zeacumantus subcarinatus                                                            |
|             |                                                                                     |

|  | Zeacumantus lutulentus   |
|  |                          |
|  | Zeacumantus subcarinatus |
|  |                          |